# Victor-Ștefan Achimescu
Victor-Ștefan Achimescu (
) este un fost deputat român în legislatura 1996-2000, ales în județul Olt pe listele partidului PDSR. Victor-Ștefan Achimescu a absolvit Facultatea de Drept din București și este avocat în Baroul Olt.   